# Glentoran Football Club

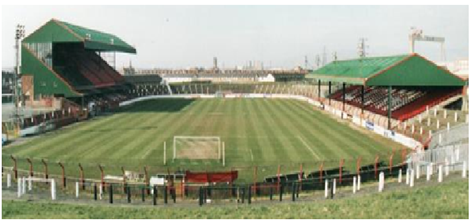
The Oval

El Glentoran Football Club és un club de futbol nord-irlandès de la ciutat de Belfast.

## Història
El club va ser fundat l'any 1882. Disputa els seus partits a The Oval. Els seus colors són el verd, vermell i negre. El seu gran rival és el Linfield FC. Ambdós clubs són els grans dominadors de les competicions nord irlandeses i són coneguts com a Big Two (els dos grans).

## Palmarès
- Lliga nord irlandesa de futbol: 23
  - 1893/94, 1896/97, 1904/05, 1911/12, 1912/13, 1920/21, 1924/25, 1930/31, 1950/51, 1952/53, 1963/64, 1966/67, 1967/68, 1969/70, 1971/72, 1976/77, 1980/81, 1987/88, 1991/92, 1998/99, 2002/03, 2004/05, 2008/09
- Copa nord irlandesa de futbol: 20
  - 1913/14, 1916/17, 1920/21, 1931/32, 1932/33, 1934/35, 1950/51, 1965/66, 1972/73, 1982/83, 1984/85, 1985/86, 1986/87, 1987/88, 1989/90, 1995/96, 1997/98, 1999/00, 2000/01, 2003/04
- Copa de la Lliga nord irlandesa de futbol: 6
  - 1988/89, 1990/91, 2000/01, 2002/03, 2004/05, 2006/07
- Gold Cup: 15
  - 1916/17, 1941/42, 1950/51, 1959/60, 1961/62, 1965/66, 1976/77, 1977/78, 1982/83, 1986/87, 1991/92, 1994/95, 1998/99, 1999/00, 2000/01
- County Antrim Shield: 24
  - 1900/01, 1901/02, 1910/11, 1915/16, 1917/18, 1924/25, 1930/31, 1939/40, 1940/41, 1943/44, 1949/50, 1950/51, 1951/52, 1956/57, 1967/68, 1970/71, 1977/78, 1984/85, 1986/87, 1998/99, 1999/00, 2000/01, 2001/02, 2002/03, 2006/07
- Ulster Cup: 9
  - 1950/51, 1952/53, 1966/67, 1976/77, 1981/82, 1982/83, 1983/84, 1988/89, 1989/90
- City Cup: 18
  - 1896/97, 1898/99, 1910/11, 1911/12, 1913/14, 1914/15, 1915/16, 1916/17, 1918/19, 1931/32, 1950/51, 1952/53, 1956/57, 1964/65, 1966/67, 1969/70, 1972/73, 1974/75
- Floodlit Cup: 2
  - 1987/88, 1989/90
- Budweiser Cups: 1
- Bateman Cups: 1
- All-Ireland Cups: 1

## Jugadors destacats
- Nacho Novo
- Derek Acorah
- Billy Bingham
- Danny Blanchflower
- Gary Blackledge
- Tommy Briggs
- Tommy Breen
- Walter Bruce
- Jim Cleary
- Peter Doherty
- Alex Elder
- Stuart Elliott
- Andy Kennedy
- Glen Little
- Jimmy McAlinden
- Jimmy McIlroy
- Con Martin
- Terry Moore
- Gerry Mullan
- Fred Roberts
- Alex Young
- Chris Walker
- Johnny Jameson
- Gary McCartney
- Billy Caskey